# Tarbert (Harris)
Tarbert (en gaélico escocés: An Tairbeart) es la comunidad principal en Harris, en la Isla de Lewis y Harris en las Islas Occidentales de Escocia (Islas Hébridas). El nombre significa "istmo" o "punto de cruce". 
Tarbert tiene una terminal de ferry que opera a Uig en Skye.
La iglesia parroquial de Tarbert's Church of Scotland fue construida en 1862, y está dentro de la parroquia de Harris. Tarbert también tiene una iglesia presbiteriana libre. Mackintosh MacKay fue ministro de este último en la década de 1860.
- Datos: Q2121588
- Multimedia: Tarbert, Harris / Q2121588